# Buffy contre les vampires (jeu vidéo, 2000)
Buffy contre les vampires (Buffy the Vampire Slayer) est un jeu vidéo édité par THQ et sorti en 2000 sur Game Boy Color. Il s'agit d’un beat them all avec 8 niveaux de jeu. C'est le premier jeu vidéo basé sur la série télévisée Buffy contre les vampires.

## Trame
L'histoire se situe pendant la 4e saison de la série alors que Buffy est à l'université. Une horde de vampires envahit Sunnydale et la Tueuse doit les arrêter.

## Personnages
En dehors de Buffy, Willow, Alex, Giles, Angel, Anya et Ethan Rayne font des apparitions dans le jeu. 

## Accueil
Il a recueilli des critiques défavorables, obtenant un score de 39,44% sur le site GameRankings sur la base de 9 critiques collectées.